# Itacaruaré

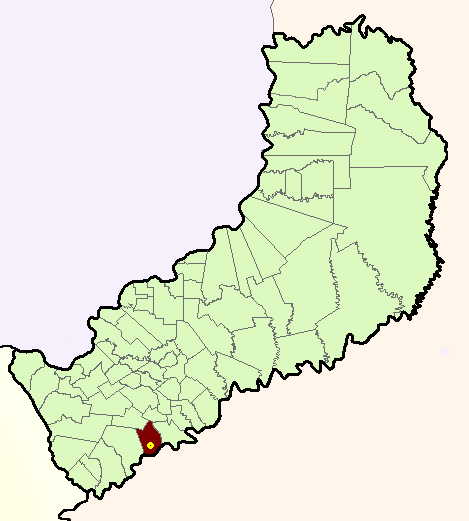
Área del municipio de San Javier en la Provincia de Misiones.

Itacaruaré es un municipio argentino de la provincia de Misiones, ubicado dentro del departamento San Javier. Se encuentra en la margen derecha del arroyo Itacaruaré, a 3 km de su desembocadura sobre el río Uruguay.
El municipio cuenta con una población de 3.106 habitantes, según el censo del año 2001 (INDEC).
- Datos: Q3075894
- Multimedia: Itacaruaré / Q3075894